# (34732) 2001 QD48
2001 QD48 (asteroide 34732) é um asteroide da cintura principal. Possui uma excentricidade de 0.09805230 e uma inclinação de 0.92117º.
Este asteroide foi descoberto no dia 16 de agosto de 2001 por LINEAR em Socorro.